# Colmen
Colmen [kɔlmən] est une commune française située dans le département de la Moselle et le bassin de vie de la Moselle-est, en région Grand Est.

## Géographie
Le village est proche de la frontière franco-allemande et à 10 minutes de Bouzonville.
| Flastroff |           | Schwerdorff                 |
| Bibiche   | Colman    | Neunkirchen-lès-Bouzonville |
|           | Filstroff |                             |

### Hydrographie
La commune est située dans le bassin versant du Rhin au sein du bassin Rhin-Meuse. Elle est drainée par le ruisseau Remel, le ruisseau de Waldwisse et le ruisseau le Dusbach.
Le Remel, d'une longueur totale de 15,2 km, prend sa source dans la commune de Kirschnaumen et se jette  dans la Nied en Allemagne, après avoir traversé six communes.

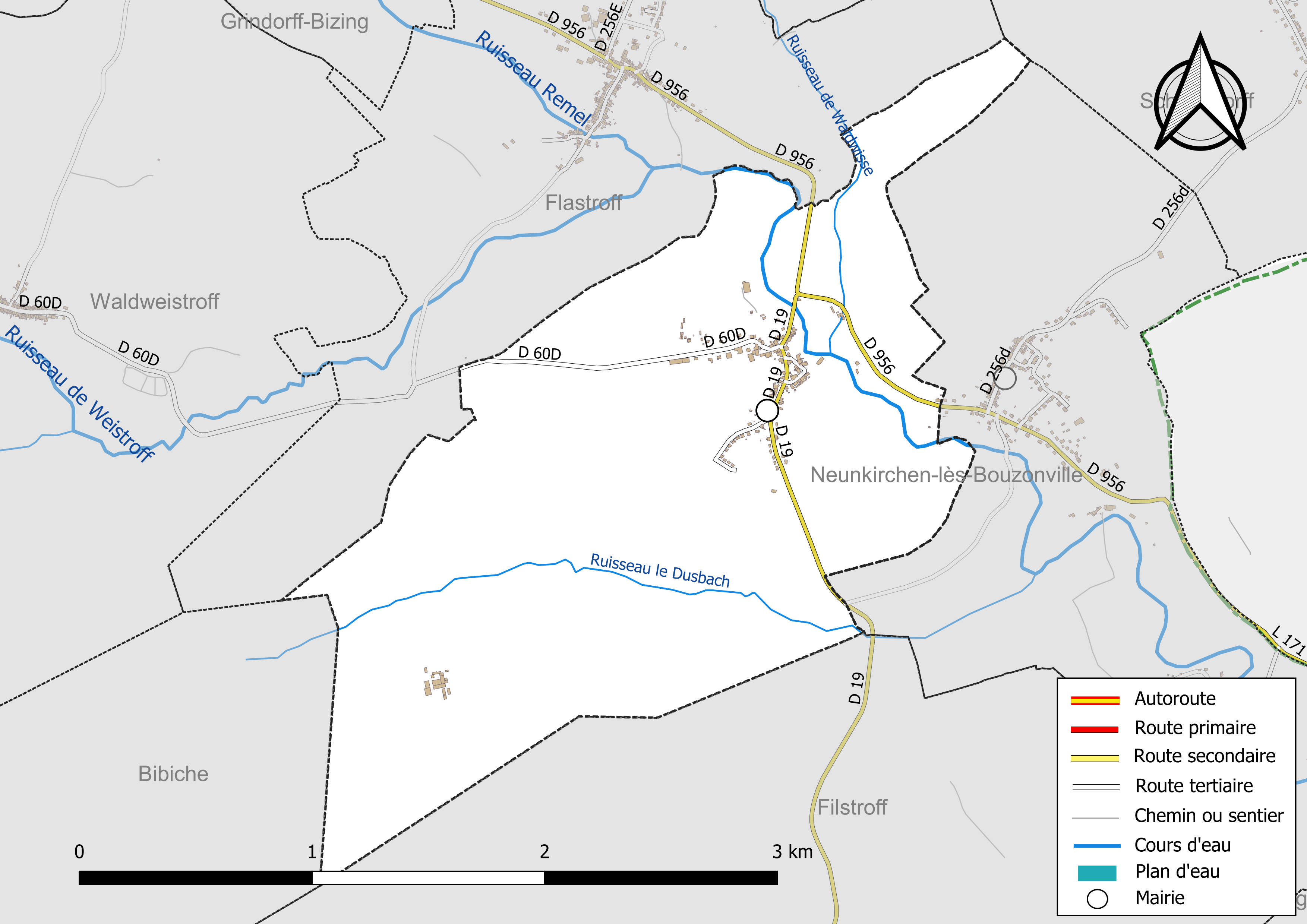
Réseaux hydrographique et routier de Colmen.

La qualité des eaux des principaux cours d’eau de la commune, notamment du ruisseau Remel, peut être consultée sur un site spécial géré par les agences de l’eau et l’Agence française pour la biodiversité.

### Climat
Pour des articles plus généraux, voir Climat du Grand Est et Climat de la Moselle.
En 2010, le climat de la commune est de type climat des marges montargnardes, selon une étude du Centre national de la recherche scientifique s'appuyant sur une série de données couvrant la période 1971-2000. En 2020, Météo-France publie une typologie des climats de la France métropolitaine dans laquelle la commune est exposée à un climat semi-continental et est dans la région climatique  Lorraine, plateau de Langres, Morvan, caractérisée par un hiver rude (1,5 °C), des vents modérés et des brouillards fréquents en automne et hiver. 
Pour la période 1971-2000, la température annuelle moyenne est de 9,8 °C, avec une amplitude thermique annuelle de 16,8 °C. Le cumul annuel moyen de précipitations est de 817 mm, avec 12,2 jours de précipitations en janvier et 9,3 jours en juillet. Pour la période 1991-2020, la température moyenne annuelle observée sur la station météorologique de Météo-France la plus proche, « Malancourt », sur la commune d'Amnéville à 31 km à vol d'oiseau, est de 10,2 °C et le cumul annuel moyen de précipitations est de 884,1 mm. 
La température maximale relevée sur cette station est de 39,3 °C, atteinte le 25 juillet 2019 ; la température minimale est de −17,9 °C, atteinte le 5 janvier 1985,,. 
Les paramètres climatiques de la commune ont été estimés pour le milieu du siècle (2041-2070) selon différents scénarios d'émission de gaz à effet de serre à partir des nouvelles projections climatiques de référence DRIAS-2020. Ils sont consultables sur un site spécial publié par Météo-France en novembre 2022.

## Urbanisme

### Typologie
Au 1er janvier 2024, Colmen est catégorisée commune rurale à habitat dispersé, selon la nouvelle grille communale de densité à sept niveaux définie par l'Insee en 2022.
Elle est située hors unité urbaine et hors attraction des villes,.

### Occupation des sols
L'occupation des sols de la commune, telle qu'elle ressort de la base de données européenne d’occupation biophysique des sols Corine Land Cover (CLC), est marquée par l'importance des territoires agricoles (67,9 % en 2018), en diminution par rapport à 1990 (75,1 %). La répartition détaillée en 2018 est la suivante : 
terres arables (38,1 %), zones agricoles hétérogènes (29,5 %), forêts (24,9 %), zones urbanisées (7,2 %), prairies (0,4 %). L'évolution de l’occupation des sols de la commune et de ses infrastructures peut être observée sur les différentes représentations cartographiques du territoire : la carte de Cassini (XVIIIe siècle), la carte d'état-major (1820-1866) et les cartes ou photos aériennes de l'IGN pour la période actuelle (1950 à aujourd'hui).

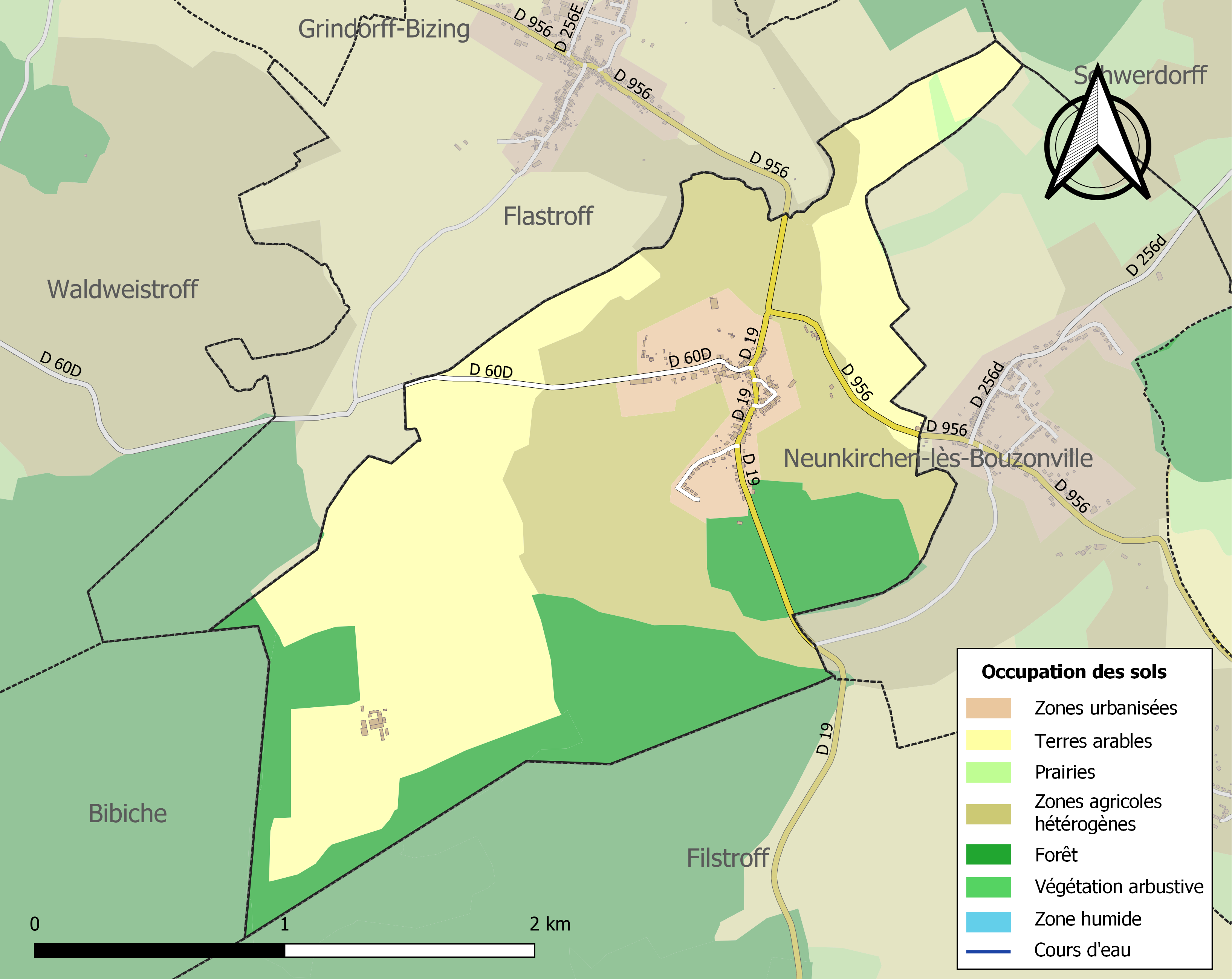
Carte des infrastructures et de l'occupation des sols de la commune en 2018 (CLC).

## Toponymie
- Anciennes mentions[14] :  Kolman (1153), Colmes (1179), Colmen (1182), Colmen ou Kolmen (1779).
- En francique lorrain : Kulmen et Kolmen. En allemand : Kolmen.

### Sobriquet
Kolmer Schlecken (les escargots de Colmen).

## Histoire
- Dépendait de l'ancienne province de Lorraine.
- Bien de la chartreuse de Rettel au XVe siècle.

## Politique et administration
| Période                                  | Période | Identité       | Étiquette | Qualité |
| ---------------------------------------- | ------- | -------------- | --------- | ------- |
| mars 1983                                |         | Jean-Paul Divo |           |         |
| mars 2001                                |         | Jean-Paul Dor  | PS        |         |
| Les données manquantes sont à compléter. |         |                |           |         |

## Démographie
L'évolution du nombre d'habitants est connue à travers les recensements de la population effectués dans la commune depuis 1800. Pour les communes de moins de 10 000 habitants, une enquête de recensement portant sur toute la population est réalisée tous les cinq ans, les populations de référence des années intermédiaires étant quant à elles estimées par interpolation ou extrapolation. Pour la commune, le premier recensement exhaustif entrant dans le cadre du nouveau dispositif a été réalisé en 2005.

En 2022, la commune comptait 207 habitants, en évolution de +3,5 % par rapport à 2016 (Moselle : +0,52 %, France hors Mayotte : +2,11 %).
| 1800 | 1806 | 1821 | 1836 | 1841 | 1861 | 1866 | 1871 | 1875 |
| ---- | ---- | ---- | ---- | ---- | ---- | ---- | ---- | ---- |
| 152  | 221  | 100  | 276  | 288  | 312  | 282  | 278  | 271  |

| 1880 | 1885 | 1890 | 1895 | 1900 | 1905 | 1910 | 1921 | 1926 |
| ---- | ---- | ---- | ---- | ---- | ---- | ---- | ---- | ---- |
| 294  | 269  | 275  | 253  | 232  | 240  | 236  | 219  | 212  |

| 1931 | 1936 | 1946 | 1954 | 1962 | 1968 | 1975 | 1982 | 1990 |
| ---- | ---- | ---- | ---- | ---- | ---- | ---- | ---- | ---- |
| 189  | 192  | 206  | 185  | 209  | 220  | 235  | 188  | 196  |

| 1999 | 2005 | 2006 | 2010 | 2015 | 2020 | 2022 | - | - |
| ---- | ---- | ---- | ---- | ---- | ---- | ---- | - | - |
| 209  | 227  | 223  | 216  | 203  | 202  | 207  | - | - |

## Culture locale et patrimoine

### Lieux et monuments

#### Édifices civils
- Vestiges d'une villa romaine.
- Ferme de Dampont 1836.

#### Édifice religieux
- Chapelle Sainte-Marguerite XIXe siècle.

### Curiosités
- Activité de microbrasserie : la Colmenoise.
- Pour renouveler avec la tradition du village, un mariage sera célébré lors de la fête patronale, ce dimanche 13 juillet 2025. C'est avec plaisir que nous recevons cette heureuse nouvelle, qui donnera peut-être des envies à d'autres ! Nous osons imaginer qu'il sera l'occasion aux invités de déguster cette spécialité locale.

### Téléphonie
Le maire de la commune, Jean Paul Dor, annonce pour fin juin 2020 l'arrivée de la 4G dans la commune et celles alentour.

## Pour approfondir